# Pădurenii (okręg Buzău)
Pădurenii – wieś w Rumunii, w okręgu Buzău, w gminie Tisău. W 2011 roku liczyła 450 mieszkańców.